# Хачахбюр
Хачахбюр (вірм. Խաչաղբյուր) — село в марзі Гегаркунік, на сході Вірменії. Село розташоване за 4 км на південний захід від міста Варденіс, за 1 км на південь від села Лусакунк, за 3 км на північний захід від села Акунк та за 6 км на північ від села Гегакар. В селі є зруйнована фортеця Залізної доби та церква 13 століття.